# إليزابيث غيليغان
إليزابيث غيليغان (بالإنجليزية: ElizaBeth Gilligan)‏ (16 أغسطس 1962 - 9 أكتوبر 2017)؛ روائية أمريكية.